# Bučina (Kvilda)
Bučina (německy Buchwald) je zaniklá osada (bývalá obec) na Šumavě, část obce Kvilda v okrese Prachatice v Jihočeském kraji. Místo, kde se nacházela, leží v I. zóně Národního parku Šumava na holé planině v nadmořské výšce 1162 metrů a dříve tak byla nejvýše položenou osadou v Čechách. Obyvatelé byli vysídleni po druhé světové válce, v roce 1956 byla obec zcela zničena. Dnes zde stojí znovupostavená kaple svatého Michala a hotel Alpská vyhlídka. Na turistické stezce Bučina–Finsterau je určené místo pro přechod do Německa.

## Historie
V místě pozdější osady Bučina vzniklo bezlesí na trase Zlaté stezky (tzv. Horní, též Kašperohorská větev) již v době vlády Karla IV. V 17. století přestala být trasa přes Bučinu používána. Bučina vznikla za vlády Marie Terezie, která podporovala budování nových cest a silnic na Šumavě a osidlování vymýcených oblastí, jako osada svobodných sedláků s právem svobodného využívání lesa pravděpodobně roku 1770. Ovšem první písemná zmínka o vesnici pochází až z roku 1790. Po prvním sčítání obyvatel v roce 1793 žilo na Bučině již sto obyvatel ve 13 domech. Bučina patřila k panství Velký Zdíkov, které bylo původně součástí Královského hvozdu. V roce 1849 se stala Bučina součástí obce Kvilda a v roce 1867 se stala s Chaloupkami a s osadou Na Mlýnské Mýtině obcí s vlastní samosprávou.
Rozvoj nastal hlavně po kalamitách v roce 1870. Pro rychlé zpracování dřeva bylo najato velké množství pomocné síly i z ciziny – v revíru Bučina to bylo 200 až 400 dělníků z Tyrolska či dokonce z Chorvatska. Někteří se již domů nevrátili. Dřevo zpracovávaly Kufnerova pila na Bučině, Seewaldova pila v osadě Na Mlýnské Mýtině a v Chaloupkách Reichartova pila. Nejvyššího počtu obyvatel dosáhla tehdejší obec v roce 1890, kdy ve 30 domech žilo 466 lidí. Od té doby počet obyvatel stále klesal – v roce 1939 měla obec přes padesát domů, 320 obyvatel, z toho 29 Čechů.  V roce 1946 byli obyvatelé vysídleni. Státní statistický úřad v Praze uvádí, že k 22. květnu 1947 bylo v obci Bučina sečteno 58 přítomných obyvatel. Obec Bučina byla 16. února 1952 úředně připojena k obci Kvilda. V roce 1956 byla Bučina zničena.
V roce 1891 byla Michaelem Fastnerem postavena kaple svatého Michala, která byla zničena spolu s celou vsí v roce 1956. Kaple byla obnovena v roce 1992 v původní podobě potomky zakladatele Kilianem, Gottfriedem a Michaelem Fastnerovými. Vysvěcena byla 4. října 1992.
27. června 2015 byl v horní části bývalé vsi odhalen pomník označující základy rodného domu spisovatele Johanna Petera.

## Současnost

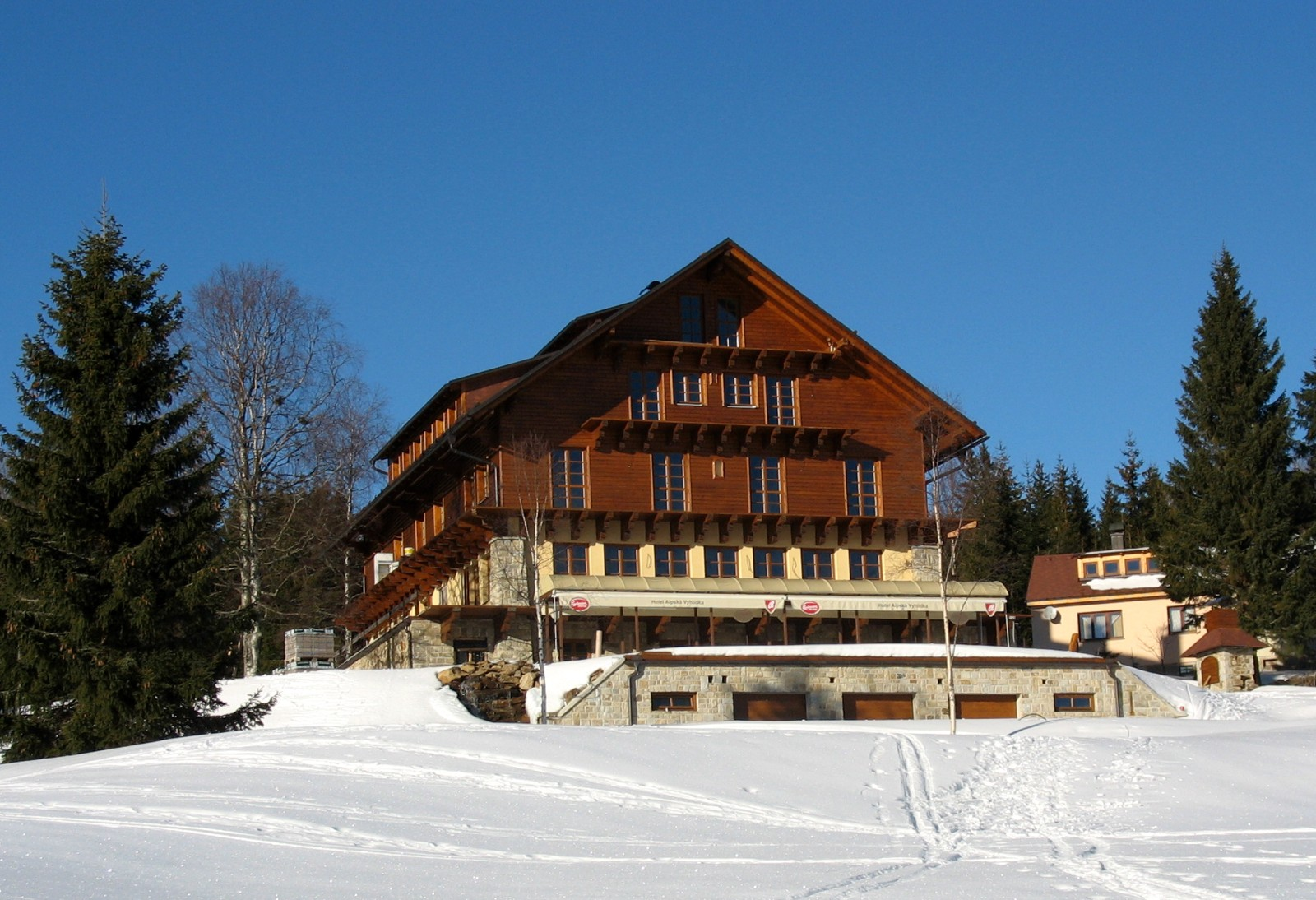
Rekonstruovaný hotel Pešlova chata

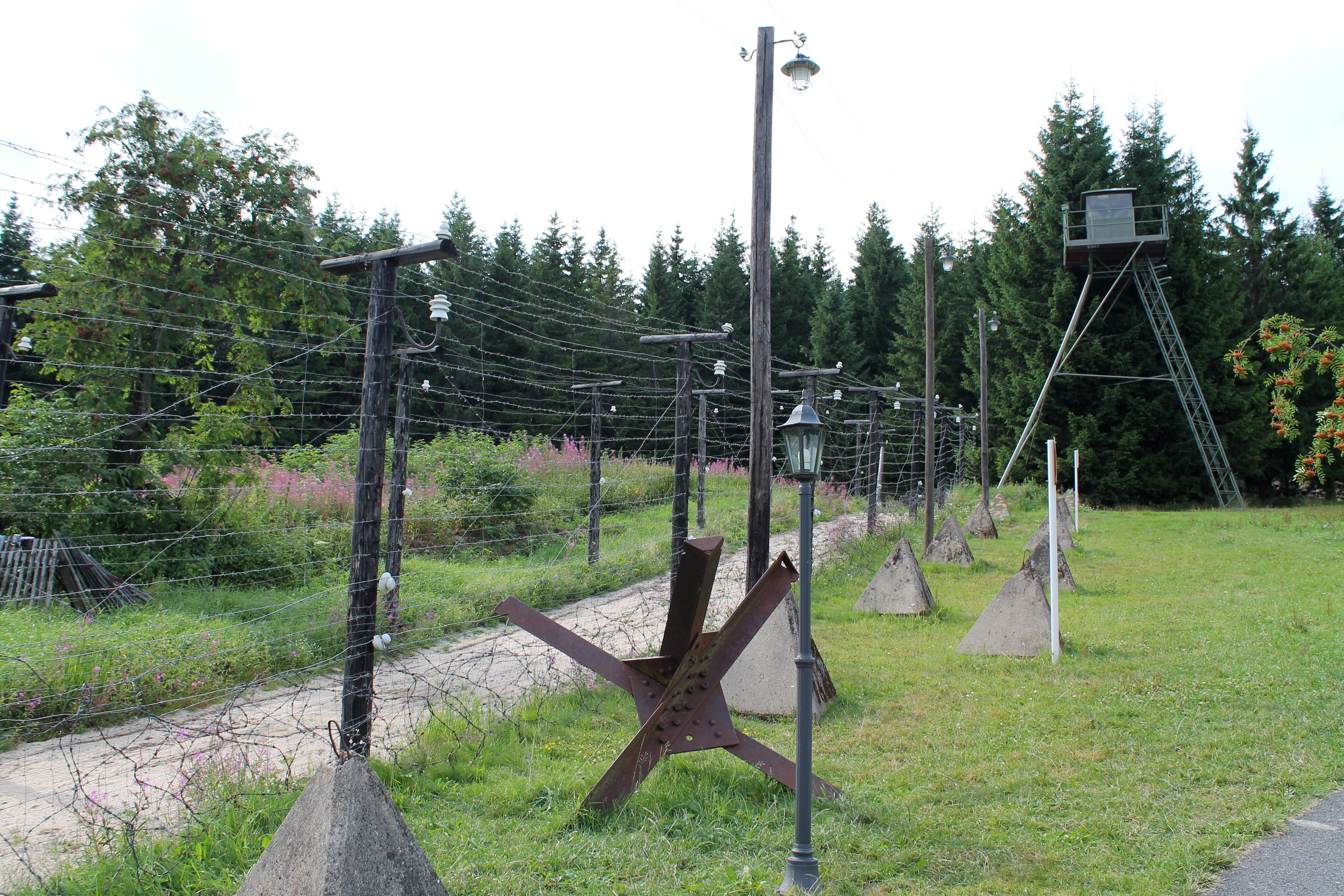
Památník železné opony na Bučině

Z horní části bývalé osady se otevírají daleké výhledy, je možné vidět panorama jižní Šumavy podél hranic až k masivu Třístoličníku a při jasném počasí jsou vidět i vzdálené Alpy.

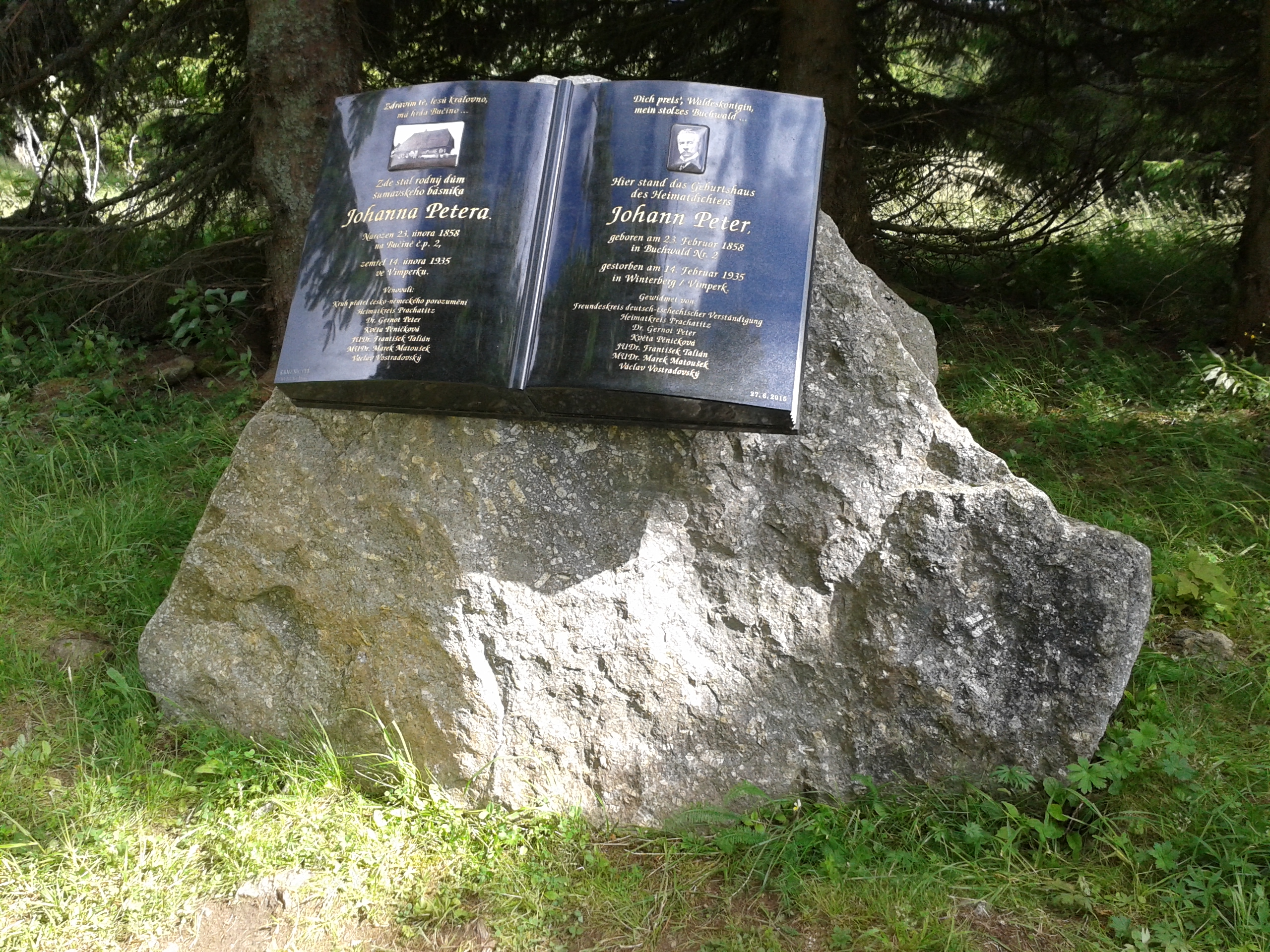
Památník Johanna Petera

Bývalá osada se nachází na trase Šumavské pěší magistrály, proto zde v horní části bývalé vsi Správa Národního parku Šumava vybudovala jedno ze šesti nouzových nocovišť umožňující přespání v přírodě. V blízkosti nocoviště se nacházejí základy rodného domu Johanna Petera, kterého připomíná památník v podobě rozevřené knihy.
V místě je také hraniční přechod Bučina – Finsterau do Německa. Přechod je jen pro pěší a cyklisty, ale na místo zajíždějí z Kvildy autobusy systému „Zelené autobusy“. Cestující na konečné v případě zájmu přejdou pěšky státní hranici a pokračují dále do Bavorska autobusem německého dopravce.
V současné době se zde ze staveb nachází pouze obnovená kaple svatého Michala (znovupostavena v roce 1992) a rekonstruovaný hotel Alpská vyhlídka, postavený v roce 2010 na místě zbořené Pešlovy chaty v podobném stylu, jako byla původní chata. V roce 2006 byla založena tradice česko-německých poutí na Bučinu. Pouť se koná zpravidla druhou červencovou sobotu, na české straně poutníci vycházejí od kostela svatého Štěpána na Kvildě a přes prameny Vltavy dojdou po trase dlouhé třináct kilometrů až na Bučinu. Před kaplí se koná poutní mše svatá. V roce 2015 se uskutečnil jubilejní desátý ročník.
V těsné blízkosti hraničního přechodu se nachází památník železné opony, asi stometrový udržovaný úsek s ostnatým drátem, strážní věží a informační tabulí.
V katastru Bučiny leží při jihovýchodním úpatí Černé hory (1315 metrů) přírodní památka Pramen Vltavy.

## Přírodní poměry
Bučina se nachází na bezlesé enklávě v jihovýchodním svahu hraničního hřebene s vrcholy Stráž (1308 metrů) a Siebensteinkopf (1263 metrů). Bučina patří ke srážkově nejbohatším místům Šumavy, neboť při převládajícím proudění při přechodu atmosférických front je v návětří. Srážky se zde měřily mezi lety 1879 a 1918, průměrný roční úhrn srážek v tomto období činil 1365 milimetrů. Po roce 1918 však již nejsou informace o měření ucelené a mezi lety 1945 a 2016 vůbec žádné. Od 26. října 2016 zahájila provoz automatická meteorologická stanice Bučina u Kvildy.

## Obyvatelstvo
| Rok            | 1869 | 1880 | 1890 | 1900 | 1910 | 1921 | 1930 | 1950 | 1961 | 1970 | 1980 | 1991 | 2001 | 2011 | 2021 |
| -------------- | ---- | ---- | ---- | ---- | ---- | ---- | ---- | ---- | ---- | ---- | ---- | ---- | ---- | ---- | ---- |
| Počet obyvatel | 315  | 476  | 466  | 397  | 347  | 343  | 347  | 12   | 0    | 0    | 0    | 0    | 0    | 0    | 0    |
| Počet domů     | 28   | 40   | 40   | 39   | 37   | 38   | 43   | 28   | 0    | 0    | 0    | 0    | 0    | 0    | 0    |

## Obecní správa
Při sčítání lidu v letech 1867–1952 Bučina byla samostatnou obcí v okrese Český Krumlov (v letech 1850–1910 Krumlov). Od 16. února 1952 do 19. října 2000 byla osada úředně zrušena a jako část obce Kvilda byla obnovena 20. října 2000 v okrese Prachatice.

## Osobnosti
V Bučině se 23. února 1858 narodil německý učitel, básník a spisovatel píšící povídky ze života obyvatel Šumavy Johann Peter.